# Flinktorpet
Flinktorpet är ett naturreservat i Bjurholms kommun som huvudsakligen består av gammal granskog med en rik flora av hänglavar. I väster gränsar reservatet till Bäckmyran och Bäckslymyran. Flinktorpet ligger ungefär 15 kilometer söder om Bjurholm, på västra sidan om Öreälvsdalen.

## Lavar
Här finns långskägglav i har en av sina få förekomster i Västerbottens län. Allmänt förekommande är violettgrå tagellav och lunglav.